# Alanis (álbum)
Alanis es el álbum debut de la cantante canadiense Alanis Morissette lanzado solo en Canadá por MCA Records en abril de 1991. El álbum fue producido por Leslie Howe quien también produjo su segundo disco. Alanis fue certificado con el Disco de Platino en Canadá, tras vender más de 100 000 copias en ese país.

## Lista de canciones
1. "Feel Your Love" (Morissette, Leslie Howe) – 3:49
2. "Too Hot" (Morissette, Howe) – 4:00
3. "Plastic " (Morissette, Howe, Serge Côté) – 3:45
4. "Walk Away" (Morissette, Howe, Louise Reny, Frank Levin) – 4:51
5. "On My Own" (Morissette, Howe, Côté) – 4:08
6. "Superman" (Morissette, Howe) – 4:32
7. "Jealous" (Morissette, Howe, Côté) – 3:54
8. "Human Touch" (Morissette, Reny, Howe) – 3:22
9. "Oh Yeah!" (Morissette, Howe) – 3:59
10. "Party Boy" (Morissette, Howe) – 4:20